# Arno Geiger
Arno Geiger (Bregenz, Ausztria, 1968. július 22. –) osztrák író.

## Életpályája
Bregenzben született. Arno Geiger Wolfurtban (Vorarlberg) nőtt fel. Német filológiát, ókortörténetet és összehasonlító irodalomtudományt tanult Innsbruckban és Bécsben. 1993 óta szabadúszó íróként él. 1986 és 2002 között nyaranta a Bregenzi Fesztiválon videotechnikusként tevékenykedett. 1996-ban és 2004-ben részt vett a klagenfurti Ingeborg-Bachmann irodalmi versenyen.

## Művei
Regényei közül magyarul először a Jól vagyunk jelent meg (Es geht uns gut, 2005) 2007-ben az Európa Könyvkiadó gondozásában, melyet a 2007-es budapesti könyvünnepen a szerző jelenlétében mutattak be. Ezzel a művével Arno Geiger a 2005-ös Frankfurti Könyvvásáron elnyerte a Német Könyvdíjat, és hosszú ideig őrizte helyét a bestsellerlisták élmezőnyében. 
A regény egy bécsi család három generációjának történetét meséli el 1938-tól napjainkig. A lapokon egy-egy utalás erejéig felsejlik a magyar történelem két jelentős fordulata is: Az 1956-os forradalom és a rendszerváltás.
Második magyar nyelven megjelent regénye A száműzött öreg király (Der alte König in seinem Exil, 2011) 2013-ban jelent meg szintén az Európa Könyvkiadónál.
2015-ben újabb regénnyel jelentkezett Selbstporträt mit Flusspferd (Önarckép vízilóval) címmel, melyet a müncheni Carl Hanser Verlag adott ki. „Egy szakítás, egy szerelem és egy víziló története” – ahogy a kiadó oldalán olvasható. Valójában a regény a felnőtté válás határán álló, 22 éves Julianról szól, aki átéli élete első szakítását egy lánnyal és ezt követően nem találja helyét a bécsi mindennapokban és így a világban. Julian állatorvosnak tanul és hogy kiábrándultságán enyhítsen, barátja ajánlására elvállalja egy törpe víziló gondozását, ami hamarosan megadja a nyár „alaphangját”, az állat csak eszik, ásít, alámerül és bűzlik. Megismerkedik Beham professzor Juliannál öt évvel idősebb újságíró lányával, a szeszélyes Aiko-val, aki rövid kapcsolatuk idején is többször a fiatal férfi értésére adja, hogy ne reménykedjen közös jövőben. Végül beismeri, hogy terhes és röviddel azután elhagyja a házat. Tíz évvel később Julian találkozik korábbi szerelmével, Judith-tal, aki egy súlyosan sérült, „a ház előtt” talált baglyot visz Julian rendelőjébe és feszélyezett beszélgetésükből kiderül, nem ismerik egymást többé, idegenné, megfejthetetlen talánnyá váltak egymás számára.

## Magyarul
- Jól vagyunk; ford. Neményi Róza; Európa, Bp., 2007
- A száműzött öreg király; ford. Győri László; Európa, Bp., 2013